# بيزو تامبو
بيزو تامبو (بالإنجليزية: Pizzo Tambo)‏ هو أحد جبال سلسلة جبال الألب ليبونتيني ويقع في كانتون غراوبوندن في سويسرا. يحتل المرتبة رقم 99 في قائمة جبال سويسرا من حيث الارتفاع، إذ يبلغ ارتفاعه حوالي 3279 متر، بينما يبلغ ارتفاع نتوء الجبل 1164 متر، هذا وقد سجل أول وصول لقمة الجبل عام 1828.